# Naturpark Comana

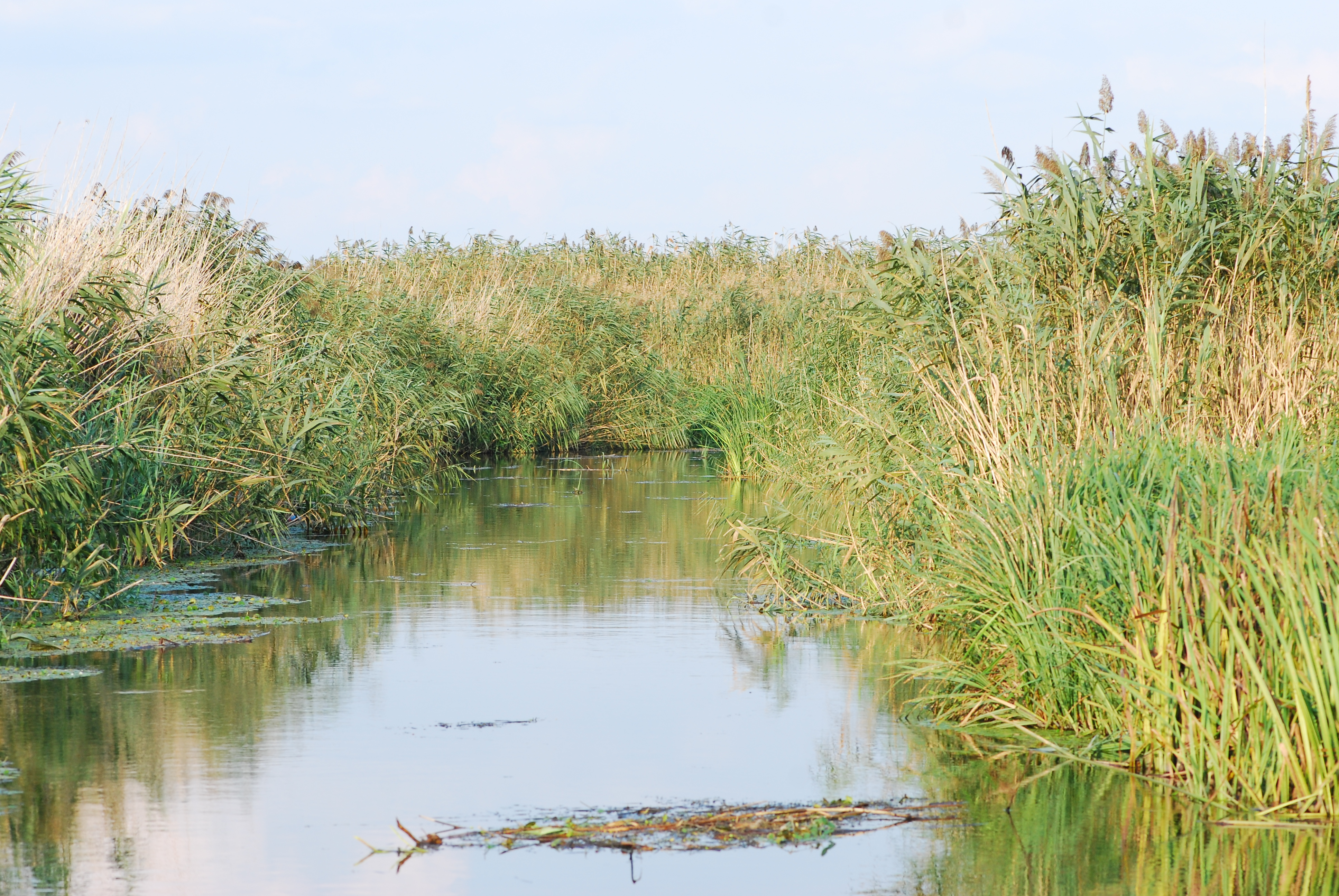
Das Neajlovdelta im Naturpark Comana

Der Naturpark Comana (rumänisch Parcul Natural Comana) ist ein nach den IUCN-Richtlinien erklärtes Naturschutzgebiet in Rumänien und gehört zur  IUCN-Kategorie V.

## Lage
Der Naturpark Comana liegt im Kreis Giurgiu, etwa 30 km südlich von Bukarest.

## Beschreibung
Der Naturpark Comana wurde durch Regierungserlass vom 30. November 2004 zum Naturschutzgebiet erklärt, der im rumänischen Gesetzesblatt Monitor Official veröffentlicht wurde. Am 25. Oktober 2011 ist der Naturpark in die Liste Wetlands International aufgenommen worden, die von der Ramsar-Konvention beschlossen wurde. Damit gehört es zu den geschützten Feuchtgebieten, die auch Ramsar-Gebiet genannt werden. Der Naturpark wird von Rangern beaufsichtigt.

## Flora und Fauna
Im Park sind mehr als 200 verschiedene Pflanzenarten vorzufinden, davon sind 70 vom Aussterben bedroht. Streng geschützt sind die Pfingstrosen und der Stechende Mäusedorn. Auf dem Areal des Naturparks Comana stehen der Kleefarn (Marsilea quadrifolia), die Ziegen-Riemenzunge (Himantoglossum caprinum) und Echium russicum unter Naturschutz.
Die meisten der Tierarten sind Vögel und Fische. Insgesamt finden sich dort 141 verschiedene Vogelarten und davon sind 71 international geschützt. Von den 13 verschiedenen Fischarten gibt es auch endemisch vorkommende Arten, wie z. B. den Europäischen Hundsfisch und den Europäischen Schlammpeitzger. Auch Amphibien und Reptilien leben in den Feuchtgebieten.

## Tourismus

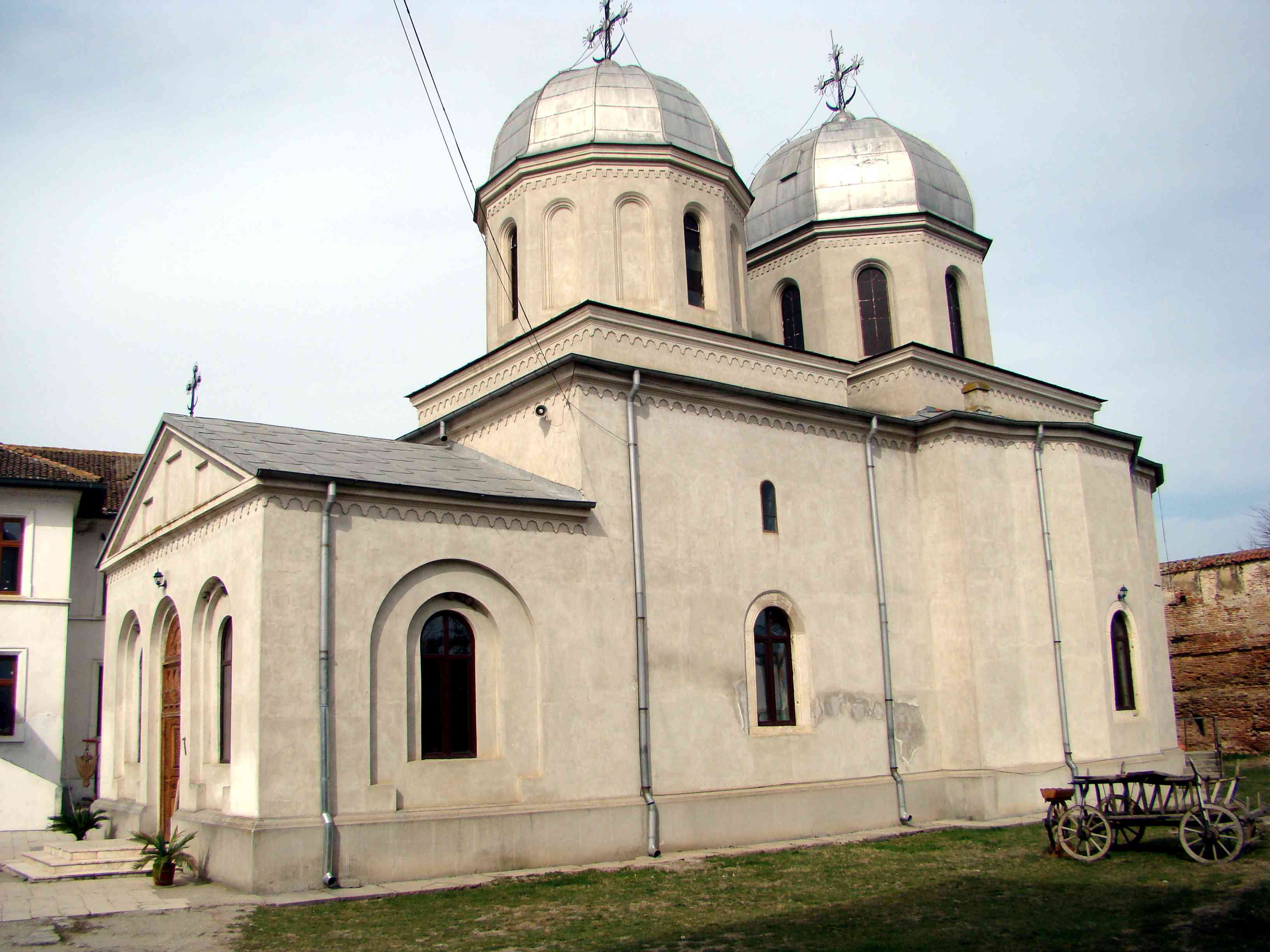
Kloster Comana

Der Naturpark ist für Touristen erschlossen und bietet zahlreiche Freizeitaktivitäten. Zu Fuß oder mit dem Fahrrad kann der Naturpark erkundet werden. Das Angebot reicht von Wanderrouten über Radausflüge bis hin zu Kanutouren. Im Naturpark gibt es einen Abenteuerpark namens „Parc Aventura Comana“, wo man Klettern kann. Jedes Jahr zur Blütezeit im Mai wird ein Festival der Pfingstrosen veranstaltet.

## Geschichte
Im Naturpark gibt es ein historisches Kloster namens Comana. Das Kloster Comana (rumänisch: Mănăstirea Comana) wurde ursprünglich im Jahre 1461 vom Vlad der Pfähler gegründet und gebaut. Nachdem es vollständig verfiel, wurde es im Jahre 1589 von Radu Șerban, dem Prinzen der Walachei wiederaufgebaut.